# タタ・ティアゴ
タタ・ティアゴ (TIAGO) は、タタが製造・販売している5ドアハッチバック型乗用車である。
ティアゴは発売前にタタ・ジカ（Zica; "Zica" は「zippy car（きびきびした車）」の略）という名称で発表されていたが、車の発売時期がジカウイルスの発生と一致してしまったため、名称がティアゴに変更された。ティアゴ（一般的なポルトガルの男性名）は、オンラインで募集された案から選ばれた。

## 歴史
タタ・ティアゴは、タタ・ボルトの後継車として誕生した。タタはインド市場でのブランドの売り上げを伸ばすことができる5ドアハッチバックのシティカーの完全に新しい車両の設計を開始した。
基盤プラットフォームは相変わらず、インディカとボルトが採用したTataX0シャーシであったが、カタログ記載価格と製造経費を下げるために、大幅に変更および短縮された。また、エンジンは完全新設計で、以前のモデルで採用されていた古いフィアット1.2FIREと1.3マルチジェットユニットは廃止された。 
ティアゴの全長は、3,746 mmで、旧型のボルトよりも短く、5ドアになっている。
エンジンは自社開発による1.2リットル直列3気筒DOHC 12バルブガソリンエンジンで、85馬力と114 N⋅mの最大トルクを5速マニュアルトランスミッションまたは6速オートマチックと組み合わせている。ディーゼルエンジンはコモンレール対応1.1リットル直列3気筒DOHC 12バルブで、5速マニュアルトランスミッションと組み合わせて、最大トルク140 N⋅mで、最高出力70馬力。ティアゴは、タタ・モータースサナンド工場で右ハンドル仕様のみ生産されており、欧州への輸入は見込まれていない。
2018年9月、タタ・モータースはインド市場でティアゴNRGを発売した。これは、バンパーとシル用の10 mmの隆起した樹脂ガード、ツートンカラーの合金ホイール、リアバンパーシールドを備えたクロスオーバーである。ティアゴNRGは、1.2リットルガソリンエンジンと1.05リットルディーゼルエンジンの両方で販売されている。

### フェイスリフト（2020年）
フェイスリフトを行ったタタ・ティアゴは2020年に発表された。変更点は、BS6に不適合のエンジンの更新と、外観である。また、ビクトリーイエロー（後に廃止）を含むいくつかの新車体色が追加された。